# 云南大黄
云南大黄（学名：Rheum yunnanense）为蓼科大黄属下的一个种。其种加词“yunnanense”意为“云南的”。